# جشمة قنات دلي خمسير (كبغيان)
جشمة قنات دلي خمسير (بالفارسية: چشمه قنات دلی خمسیر) هي قرية تقع في إيران في قسم كبغيان الريفي. يقدر عدد سكانها بـ 46 نسمة بحسب إحصاء 2016.